# Bryce Lawrence
Bryce Lawrence (ur. 23 grudnia 1970 w Morrinsville) – nowozelandzki międzynarodowy sędzia rugby union, następnie działacz sportowy. Sędziował w National Provincial Championship, Super Rugby, a także w rozgrywkach reprezentacyjnych, w tym w Pucharze Świata.
Uczęszczał do Otumotai College, a następnie na University of Waikato, grając w tym czasie w rugby na pozycji łącznika ataku. Pracował następnie jako dyrektor szkoły, a sędziowania podjął się w 1994 roku, by utrzymać kontakt z tym sportem. Jego pierwszym poważnym meczem był pojedynek pomiędzy Bay of Plenty i Taranaki w lipcu 1997 roku. W 2004 roku został sędzią liniowym w rozgrywkach Super 12, w marcu roku następnego poprowadził zaś pierwszy mecz na tym poziomie, Chiefs–Crusaders.
Jako międzynarodowy arbiter uczestniczył w rozgrywkach juniorskich (MŚ U-19 2002) oraz turniejach rugby 7 z cyklu IRB Sevens World Series, m.in. New Zealand Sevens 2001. W 2004 roku znalazł się w panelu „C” sędziów IRB, awans o szczebel wyżej notując rok później. Pomiędzy 2005 a 2011 rokiem był głównym arbitrem w 25 testmeczach, debiutując spotkaniem Francji z Kanadą. W kolejnych dwóch latach sędziował jedynie w trzech testmeczach, zaś od 2008 znajdował się wśród głównych arbitrów Pucharu Sześciu Narodów i Pucharu Trzech Narodów.
W 2007 roku znalazł się w gronie sędziów na Puchar Świata, gdzie pełnił rolę sędziego liniowego oraz telewizyjnego. Został również wyznaczony do sędziowania podczas tournée British and Irish Lions 2009, a jego rola w obu spotkaniach, w których brał udział, wzbudziła gwałtowną dyskusję.
W 2011 roku został uznany najlepszym arbitrem Super Rugby i poprowadził finał tych rozgrywek pomiędzy Reds a Crusaders. Został także wytypowany w gronie sędziów głównych na Puchar Świata w Rugby 2011. Decyzje, które podejmował w meczach Australijczyków z Irlandią i RPA, przyczyniły się do jego krytyki ze strony kibiców i oficjeli. W kolejnym sezonie Super Rugby ze względu na wrogość kibiców z RPA nie był wyznaczany na mecze w tym kraju, wypadł również z IRB International Referees Panel, a szef sędziów SANZAR oświadczył, iż nie będzie on już sędziował meczów międzynarodowych. Lawrence ogłosił zatem zakończenie kariery winą obarczając polityczne naciski ze strony Australii i RPA.
Na krajowych boiskach sędziował jeszcze do końca sezonu i jako czwarty arbiter (pierwszą trójkę stanowili Paddy O’Brien, Paul Honiss i Steve Walsh) przekroczył liczbę dwustu meczów w NPC. Ogółem w rozgrywkach ligowych wziął udział w sześćdziesięciu spotkaniach Super Rugby, sześciu meczach o Ranfurly Shield oraz w czterech finałach National Provincial Championship – w tym w dwóch jako główny arbiter.
W latach 2008–2011 odbierał nagrodę dla najlepszego nowozelandzkiego arbitra, był również nominowany do niej w latach 2005–2006.
Zajmował się następnie szkoleniem i oceną sędziów dla New Zealand Rugby Union.
Jego ojciec, Keith Lawrence, również był sędzią międzynarodowym, uhonorowanym w 2011 roku IRB Referee Award for Distinguished Service.